# Sangha Trinational
Il Sangha Trinational (in francese Trinational de la Sangha) è un sito naturale situato nel bacino nord-occidentale del fiume Congo, dove Camerun, Repubblica Centrafricana e Repubblica del Congo si incontrano. Il sito consta dell'unione di tre parchi nazionali per un totale di quasi 750 000 ettari.
La maggior parte del sito è incontaminata dall'attività umana e offre ospitalità all'ecosistema della foresta tropicale con una ricca flora e fauna, tra cui coccodrillo del Nilo, pesce tigre, elefanti, gorilla e molte antilopi. Da sottolineare che tra gli elefanti trovano ospitalità quelli della sottospecie "elefanti della foresta", gravemente minacciata dall'estinzione. Tra i primati ricordiamo i gorilla e gli scimpanzé.
Il parco è parte del Patrimonio dell'UNESCO.